# Roberto Capucci (regista)

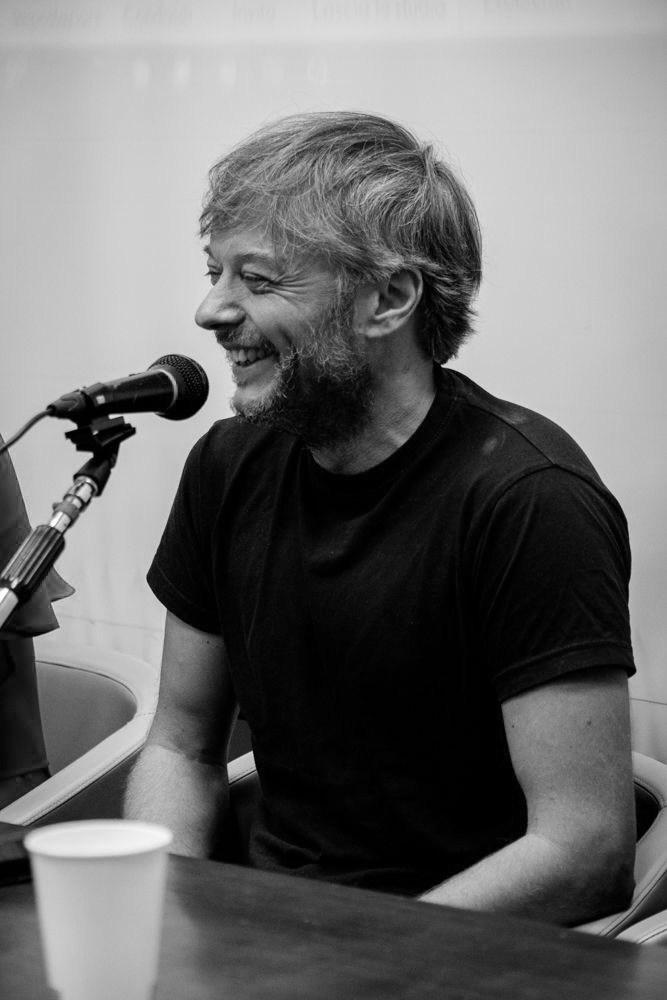

Roberto Capucci (Roma, 8 aprile 1975) è un regista, sceneggiatore e musicista italiano.

## Biografia
Nel 2002 il diploma alla TISCH dell'Università di New York in produzione e regia. Esordisce come autore e regista di video musicali e spot pubblicitari, e nel 2009 dirige e produce il suo primo cortometraggio, Da Lucia. 
Nel 2016 è regista del suo primo lungometraggio, Ovunque tu sarai, con Ricky Memphis, Francesco Montanari, Primo Reggiani, Francesco Apolloni e Ariadna Romero.
Nell'ottobre 2021 esce il suo secondo film, Mio fratello, mia sorella, con Alessandro Preziosi, Claudia Pandolfi, Ludovica Martino, Francesco Cavallo, Caterina Murino e Stella Egitto, prodotto dalla Lotus Production per Netflix, in collaborazione con Mediaset, del quale firma oltre la regia, anche il soggetto, la sceneggiatura e alcuni pezzi musicali. Suo zio è il famoso couturier e omonimo Roberto Capucci.

## Filmografia
- Da Lucia (2009) – cortometraggio
- Il giorno del mio compleanno (2011) – cortometraggio
- Ovunque tu sarai (2016)
- Mio fratello, mia sorella (2021)